# Run Away (Live)
Run Away is een nummer van de Amerikaanse rockband Live uit 2003. Het is de vierde en laatste single van hun zesde studioalbum Birds of Pray.
Het nummer behaalde enkel in Nederland de hitlijsten. Het haalde een bescheiden 22e positie in de Nederlandse Top 40.